# Scaphytopius elongatus
Scaphytopius elongatus är en insektsart som beskrevs av Delong 1944. Scaphytopius elongatus ingår i släktet Scaphytopius och familjen dvärgstritar. Inga underarter finns listade i Catalogue of Life.